# بيدرو هنريكي (لاعب كرة قدم مواليد 2001)
بيدرو هنريكي هو لاعب كرة قدم برازيلي، ولد في 31 يناير 2001 في ماسايو في البرازيل.

## وصلات خارجية
- بيدرو هنريكي (لاعب كرة قدم مواليد 2001) على موقع قاعدة بيانات كرة القدم.إي يو (الإنجليزية)
- بيدرو هنريكي (لاعب كرة قدم مواليد 2001) على موقع Soccerway.com (الإنجليزية)